# Hauptgefreiter
Hauptgefreiter è un grado militare della Bundeswehr ed era già presente anche nella Wehrmacht nella Luftwaffe e nella Kriegsmarine. Questo grado non esisteva nel Reichsheer e nella Reichsmarine del Reichswehr dell'Impero tedesco e nelle forze armate della Nationale Volksarmee della DDR, dove il grado corrispondente era Stabsgefreiter.

## Bundeswehr
Nelle Forze armate tedesche il grado di Hauptgefreiter è presente nell'esercito tedesco, nell'Aeronautica e nella Marina.
Il grado di Hauptgefreiter è superiore a Obergefreiter e inferiore a Stabsgefreiter ed è equivalente al codice di grado NATO OR-3.. 
Nelle forze armate italiane il grado corrisponde al graduato dell'Esercito, al sottocapo di terza classe della Marina e all'aviere capo dell'Aeronautica.

## Wehrmacht
Nella Wehrmacht il grado di Hauptgefreiter apparve per la prima volta nella Luftwaffe il 1º marzo 1935. Dal febbraio 1944 l'Hauptgefreiter condivise il suo distintivo con il grado di Stabsgefreiter recentemente introdotto nella Luftwaffe. Con ordinanza del 12 maggio 1944, i precedenti Hauptgefreiter furono nominati Stabsgefreiter e il grado di Hauptgefreiter abolito.
| Grado                                   |                     |                                          |                                          |
| Grado inferiore: Obergefreiter (H/M/Lw) | Hauptgefreiter (M)  | Grado superiore: Stabsgefreiter (H/M/Lw) | Grado superiore: Stabsgefreiter (H/M/Lw) |
| Grado inferiore: Obergefreiter (H/M/Lw) | Hauptgefreiter (Lw) | Grado superiore: Stabsgefreiter (H/M/Lw) | Grado superiore: Stabsgefreiter (H/M/Lw) |

Dal 1º aprile 1938 fino alla fine della seconda guerra mondiale nel 1945, Hauptgefreiter era un grado della Kriegsmarine con la denominazione di Matrosenhauptgefreiter in seguito alla ridenominazione del grado di Oberstabsmatrose introdotta all'inizio del 1935. La denominazione della categoria veniva anteposta al grado; ad esempio marinaio era Matrosenhauptgefreiter, operatore radiofonico era Funkhauptgefreiter, segnalatore era Signalhauptgefreiter e così via.
Il grado non è stato introdotto nell'esercito.